# Dichroplus cinereus
Dichroplus cinereus is een rechtvleugelig insect uit de familie veldsprinkhanen (Acrididae). De wetenschappelijke naam van deze soort is voor het eerst geldig gepubliceerd in 1900 door Bruner.